# إيلولو (أور)
إيلولو هو الملك الثالث من السلالة الحاكمة الأولى لأور حسب قائمة ملوك سومر، التي تنص على أنه حكم مدة 25 عاما.
أحد أقدم نقوش ملك أور «Elulu (أو Elili)» تم العثور عليه في مكان قرب إريدو، مشيرا إلى أن هذا الملك قد شيد زقورة أبزو في إنكي. ويرى بعض العلماء أن هناك صلة بين إيلولو و«إيليلينا» الذي قيل أنه والد الملك إينشاكوشانا ملك الوركاء، ولكن هذه النظرية غير مؤكد بسبب الصعوبات الزمنبة.